# 비산초등학교 축구부
비산초등학교 축구부는 대한민국 경상북도 구미시에 있는 초등학교 축구부이다. 비산초등학교가 운영하는 축구부로, 2000년에 창단 되었다.

## 시즌별 성적
2008년 전국 소년체전 우승

## 참고 자료
- “KFA 통합경기정보 시스템”. 대한축구협회.

## 같이 보기
- 비산초등학교